# Возлюбленные (фильм, 2014)
«Возлюбленные» (англ. The One I Love) — фильм американского режиссёра Чарли Макдауэлла, вышедший на экраны в 2014 году. Главные роли исполнили Марк Дюпласс и Элизабет Мосс. Мировая премьера картины состоялась на кинофестивале Сандэнс 21 января 2014 года.

## Сюжет
Итан (Марк Дюпласс) и Софи (Элизабет Мосс) пытаются спасти свой разваливающийся брак при помощи психотерапевта. Когда его методы не срабатывают, он предлагает супругам последнее: отправиться на отдых в некое красивое уединенное место, обещая при этом почти стопроцентный результат. Оказавшись в уединении, Итан и Софи постепенно начинают замечать странные вещи…

## В ролях
- Марк Дюпласс — Итан
- Элизабет Мосс — Софи
- Тед Дэнсон — психотерапевт

## Факты
- В фильме актриса Руни Мара выступила в качестве художника по костюмам под псевдонимом Бри Дениэлс[2].

## Критика
Фильм «Возлюбленные» был позитивно принят кинокритиками. 82 % критиков, учитываемых на сайте Rotten Tomatoes, дали фильму положительную оценку, со средним баллом 7 из 10 на основе 95 рецензий и отнесением к категории «certified fresh». На сайте Metacritic фильм имеет оценку 66 из 100 на основе 27 рецензий критиков, что соответствует статусу «в целом благоприятные отзывы».